# Exochus zabus
Exochus zabus là một loài tò vò trong họ Ichneumonidae.